# Leanne Harrison
Leanne Harrison-Austin (* 10. April 1958 als Leanne Harrison) ist eine ehemalige australische Tennisspielerin.

## Karriere
In ihrer Jugend erreichte Leanne Harrison im Dezember 1977 das Finale des Juniorinnenwettbewerbs der Australian Open, das sie gegen ihre Landsfrau Amanda Tobin in zwei Sätzen verlor.
Ihren größten Erfolg feierte Harrison an der Seite der Niederländerin Marcella Mesker, als sie 1979 als ungesetztes Team das Finale der Australian Open erreichten. Hier unterlagen sie den Doppelpartnerinnen Judy Chaloner und Diane Evers. Die Wimbledon Championships waren das einzige Grand-Slam-Turnier außerhalb Australiens, an dem Harrison zweimal im Doppel antrat. Beide Male schied sie mit ihrer jeweiligen Partnerin in der zweiten Runde aus.
Ihre letzten Turniere auf professioneller Ebene spielte sie 1980.

## Finalteilnahmen bei Grand-Slam-Turnieren

### Doppel
| Nr. | Datum          | Turnier                  | Belag | Partnerin       | Finalgegnerinnen          | Ergebnis      |
| --- | -------------- | ------------------------ | ----- | --------------- | ------------------------- | ------------- |
| 1.  | 2. Januar 1980 | Australian Championships | Rasen | Marcella Mesker | Judy Chaloner Diane Evers | 2:6, 6:1, 0:6 |